# John Higgins (predikant)
John Higgins är en amerikansk karismatisk predikant. Han är mest känd för att vara en av huvudfigurerna bakom Jesusrörelsen, då han i samarbete med Chuck Smith och Lonnie Frisbee grundade kommunitetsrörelserna The House of Miracles och Shiloh Youth Revival Centers, två rörelser som hade uppåt 100 000 medlemmar.
Higgins blev bekännande kristen 1966. Han hade läst Bibeln för att försöka förkasta den, men blev istället frälst. 1968 värvades han av Chuck Smith och Calvary Chapel och startade en bibelstudiegrupp för ungdomar och hippies i Costa Mesa i Kalifornien tillsammans med Lonnie Frisbee. Deras arbete resulterade i kommuniteten The House of Miracles.
Higgins flyttade sedan vidare till Oregon och var med och startade Shiloh Youth Revival Centers. Han avsattes som ledare 1978 efter anklagelser om missbruk av rörelsens pengar.
Han har sedan dess varit pastor i Calvary Chapel Tri-City i Tempe, Arizona.